# Si (filter)
 For alternative betydninger, se Si. (Se også artikler, som begynder med Si)
En si eller sigte er en beholder med huller i, som gør det muligt at filtrere en delmængde fra en mængde. Hvilken delmængde, der filtreres fra, afhænger af siens hullers størrelse og form.
Et dørslag (af plattysk Dörschlach (gennemslag) svarende til højtysk Durchschlag) er en type skålformet si, gerne med større huller.
En si i en sandkasse kan for eksempel skille de små sandkorn fra de større. En pastasi kan bruges til at hælde kogt pasta og vand i, så vandet løber igennem sien og pastaen bliver liggende.
En si er også et slangudtryk for en målmand, der er særligt dårlig til at forhindre modstanderens skud i at gå i mål.
Dørslag er blevet godkendt som religiøs hovedbeklædning i Tjekkiet.

## Reference
1. ↑  Dørslag godkendt som religiøst hovedtøj - Europa - International hentet 24. september 2021